# Liste der Monuments historiques in Calmoutier
Die Liste der Monuments historiques in Calmoutier führt die Monuments historiques in der französischen Gemeinde Calmoutier auf.

## Liste der Objekte
| Bezeichnung                              | Beschreibung | Standort                                    | Kennzeichnung | Schutzstatus | Datum | Bild |
| ---------------------------------------- | --- | ------------------------------------------- | ------------- | ------------ | ----- | ---- |
| Kanzel                                   | Holz, 18. Jahrhundert | in der Kirche Nativité-de-Notre-Dame (Lage) | PM70000216    | Classé       | 1938  |      |
| Beichtstuhl                              | Holz, 18. Jahrhundert | in der Kirche Nativité-de-Notre-Dame (Lage) | PM70002341    | Classé       | 1974  |      |
| Pietà                                    | Holz, farbig gefasst, 18. Jahrhundert | in der Kirche Nativité-de-Notre-Dame (Lage) | PM70002342    | Inscrit      | 1985  |      |
| Glocke                                   | Bronze, 1764 gegossen | in der Kirche Nativité-de-Notre-Dame (Lage) | PM70000217    | Classé       | 1942  |      |
| Elf Skulpturen: Apostel                  | Holz, farbig gefasst, um 1400 (?); die zwölfte um 1945 gestohlen | in der Kirche Nativité-de-Notre-Dame (Lage) | PM70000218    | Classé       | 1945  |      |
| Wandteppich Christus und die Samariterin | gerahmte Tapisserie, 18. Jahrhundert; aus dem Château de Calmoutier; in der Karmelitenkapelle in Gray deponiert                                                       | in der Kirche Nativité-de-Notre-Dame (Lage) | PM70000219    | Classé       | 1958  |      |
| Skulptur Unterweisung Mariens            | Holz, 16. Jahrhundert | in der Kirche Nativité-de-Notre-Dame (Lage) | PM70000220    | Classé       | 1960  |      |
| Wandvertäfelung des Chorraums            | Holz, 17. Jahrhundert | in der Kirche Nativité-de-Notre-Dame (Lage) | PM70000221    | Classé       | 1964  |      |
| Skulptur Sitzende Madonna mit Kind       | Holz, farbig gefasst, 12. Jahrhundert; in der Karmelitenkapelle in Gray deponiert                                                                                     | in der Kirche Nativité-de-Notre-Dame (Lage) | PM70000222    | Classé       | 1964  |      |
| Kommunionbank                            | Schmiedeeisen, 18. Jahrhundert | in der Kirche Nativité-de-Notre-Dame (Lage) | PM70000223    | Classé       | 1972  |      |
| Hauptaltar                               | Altartisch, Tabernakel, Retabel, Gemälde und zwei Skulpturen; Holz, farbig gefasst und vergoldet, um 1700, sowie Ölfarbe auf Leinwand, 1844 von Claude-Basile Cariage | in der Kirche Nativité-de-Notre-Dame (Lage) | PM70000224    | Classé       | 1984  |      |
| Zwei Seitenaltäre                        | jeweils Retabel und Gemälde; Holz, farbig gefasst und vergoldet, Ölfarbe auf Leinwand, 18. und 19. Jahrhundert                                                        | in der Kirche Nativité-de-Notre-Dame (Lage) | PM70000225    | Classé       | 1984  |      |
| Kreuzigungsgruppe                        | Holz, farbig gefasst, 18. Jahrhundert | in der Kirche Nativité-de-Notre-Dame (Lage) | PM70000226    | Classé       | 1984  |      |
| Taufaltar                                | Retabel, Relief und Taufbecken; Holz, farbig gefasst, 18. Jahrhundert                                                                                                 | in der Kirche Nativité-de-Notre-Dame (Lage) | PM70000227    | Classé       | 1984  |      |